# ピロリン
ピロリン（英: Pyrroline）は化学式C4H7Nで表される、二重結合を一つ持つ五員複素環式化合物。二重結合の位置により、3種類の異性体がある。1-ピロリンはイミン、2-ピロリンおよび3-ピロリンはアミンの一種である。ピロールの水素化によって得られる。日本語において名称の類似するピロリン酸（二リン酸の別名）は無機リン化合物の一種であり、直接の関係はない。
|            |            |            |
| 1-ピロリン | 2-ピロリン | 3-ピロリン |

## ピロリン環を持つ主な化合物
- ポルフィリン
- コロール

## 類似する化合物
- ピロール - 二重結合を二つ持つ
- ピロリジン - 二重結合を持たない